# Thời tiền sử

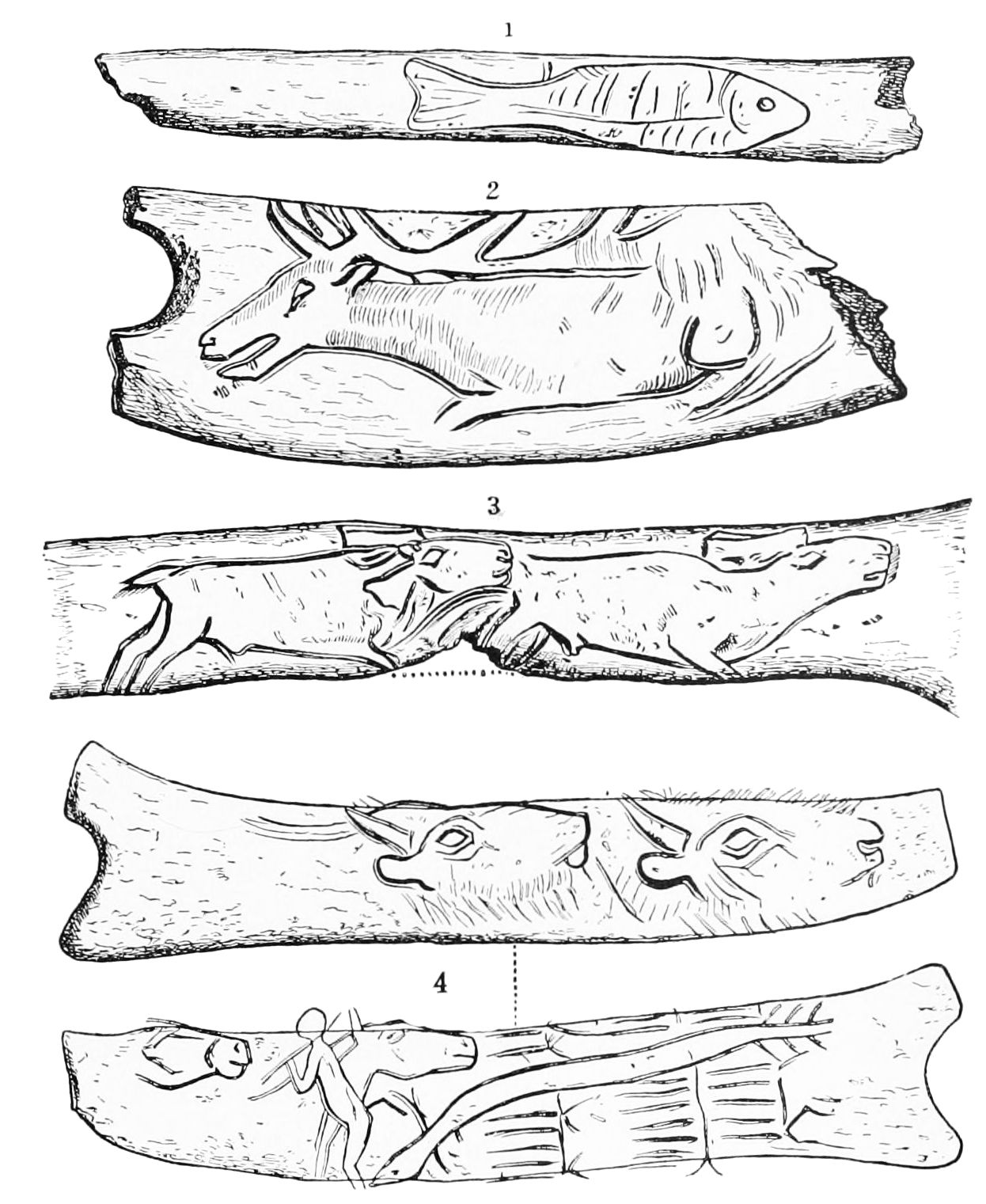
Hình vẽ trên các tấm sừng hươu

Thời tiền sử là giai đoạn trong lịch sử loài người bắt đầu từ khi tông Người sử dụng những công cụ bằng đá đầu tiên khoảng 3,3 triệu năm trước và kết thúc khi các hệ thống chữ viết được phát minh. Con người bắt đầu sử dụng các biểu tượng, ký hiệu và hình ảnh từ rất sớm, nhưng các hệ thống chữ viết chỉ bắt đầu xuất hiện từ khoảng 5000 năm trước và phải mất thêm hàng ngàn năm nữa mới được sử dụng phổ biến. Một số nền văn hóa chỉ bắt đầu sử dụng các hệ thống chữ viết từ thế kỷ 19 và thậm chí là gần đây hơn nữa. Do đó, thời tiền sử kết thúc vào những thời điểm khác nhau tùy địa điểm, và thuật ngữ này ít được sử dụng khi nói về những xã hội mà thời tiền sử kết thúc tương đối gần đây.
Nền văn minh Sumer ở khu vực Lưỡng Hà, nền văn minh lưu vực sông Ấn và Ai Cập cổ đại là những nền văn minh đầu tiên phát triển hệ thống chữ viết của riêng mình và ghi chép lại lịch sử; thời điểm này loài người đang ở đầu giai đoạn đồ đồng. Các nền văn minh láng giềng với ba nền văn minh này là những nền văn minh tiếp theo phát triển hệ thống chữ viết. Đối với phần lớn các nền văn minh còn lại, thời tiền sử kết thúc vào thời đồ sắt. Trong lịch sử Á-Âu và Bắc Phi, thời tiền sử được phân chia theo hệ thống ba thời đại thành các thời đại đồ đá, đồ đồng và đồ sắt. Tuy nhiên, hệ thống này không áp dụng với các khu vực mà việc luyện kim được du nhập một cách đột ngột thông qua sự tiếp xúc với các nền văn hóa Á-Âu, chẳng hạn như châu Đại Dương, Australasia, phần lớn châu Phi hạ Sahara và một số khu vực của châu Mỹ. Ngoài một số nền văn minh tiền Colombo ở châu Mỹ, các khu vực kể trên không có hệ thống chữ viết phức tạp của riêng mình trước khi tiếp xúc với người Á-Âu, vì thế ở các khu vực này, thời tiền sử kéo dài đến những mốc thời gian tương đối gần đây; ví dụ, thời tiền sử ở Úc thường được xem là kết thúc vào năm 1788.
Trong lịch sử một nền văn hóa, giai đoạn mà nó chưa phát triển hệ thống chữ viết của riêng mình nhưng được các nền văn hóa khác mô tả bằng ghi chép được gọi là thời sơ sử (protohistory). Vì thời tiền sử được định nghĩa là giai đoạn trước khi chữ viết được phát minh, nên không tồn tại ghi chép nào về giai đoạn này, do đó việc xác định niên đại các hiện vật thời tiền sử là hết sức quan trọng. Các kỹ thuật xác định niên đại có độ chính xác cao mới chỉ được phát triển từ thế kỷ 19.
Bài viết này nói về thời tiền sử của loài người, cụ thể là giai đoạn bắt đầu khi những con người hiện đại về hành vi và giải phẫu đầu tiên xuất hiện và kết thúc khi con người bắt đầu ghi chép lại lịch sử của mình. Một số giai đoạn sớm hơn trước khi con người xuất hiện cũng được gọi là "tiền sử"; những giai đoạn như vậy được thảo luận trong các bài lịch sử Trái Đất và lịch sử sự sống.

## Định nghĩa
Khởi đầuThuật ngữ "thời tiền sử" có thể được dùng để chỉ khoảng thời gian từ khi vũ trụ ra đời hoặc Trái Đất được hình thành, nhưng nó thường được dùng để chỉ giai đoạn từ khi sự sống xuất hiện trên Trái Đất, hoặc cụ thể hơn nữa là từ khi những loài giống người xuất hiện.
Kết thúcThời điểm đánh dấu sự kết thúc của thời tiền sử thường được xem là khi lịch sử bắt đầu được ghi chép bằng chữ viết. Thời điểm đó khác nhau rất nhiều giữa từng khu vực tùy vào việc khi nào thì sử sách ở khu vực đó trở thành nguồn tư liệu học thuật có ý nghĩa. Ví dụ, ở Ai Cập, thời tiền sử nhìn chung được xem là đã kết thúc vào năm 3100 BCE, trong khi ở New Guinea, thời tiền sử được xem là kết thúc gần đây hơn rất nhiều, cụ thể là vào khoảng năm 1900. Ở châu Âu vừa có những nền văn hóa cổ đại mà lịch sử được ghi chép lại tương đối kỹ càng như Hy Lạp và La Mã, vừa có những nền văn hóa mà gần như không có ghi chép lịch sử gì như người Celt hay Etrusca. Vì thế, các nhà sử học phải tự quyết định xem nên tin tưởng ghi chép thường rất thiếu trung lập của Hy Lạp và La Mã về các nền văn hóa "tiền sử" như vậy đến mức nào.
Các giai đoạnKhi phân chia các giai đoạn của thời tiền sử ở lục địa Á-Âu, các nhà sử học thường sử dụng hệ thống ba thời đại, trong đó thời tiền sử được chia thành ba giai đoạn nối tiếp nhau được đặt tên theo công nghệ chế tác công cụ phổ biến nhất của từng giai đoạn:
- Thời đại đồ đá
- Thời đại đồ đồng
- Thời đại đồ sắt

Đối với thời tiền sử ở châu Mỹ, xem Thời kỳ tiền Colombo. 

### Lịch sử thuật ngữ
Ý tưởng về "thời tiền sử" xuất hiện vào thời kỳ Khai Sáng khi các nhà sưu tập đồ cổ dùng từ 'primitive' (nguyên thủy) để miêu tả các xã hội loài người từng tồn tại trước khi lịch sử bắt đầu được ghi chép. Bản thân từ tiếng Anh 'prehistory' (thời tiền sử) xuất hiện lần đầu tiên trong tạp chí Foreign Quarterly Review vào năm 1836.
Các nhà nhân chủng học và khảo cổ học người Anh, Đức và Scandinavia bắt đầu sử dụng niên đại địa chất để phân chia các giai đoạn trong lịch sử loài người cũng như sử dụng hệ thống ba thời đại để phân chia thời tiền sử của loài người từ cuối thế kỷ 19.

## Thời đại đồ đá
Cách phân chia dưới đây được sử dụng cho lục địa Á-Âu.

### Đồ đá cũ

Bản đồ di cư của con người thời kỳ đầu, theo di truyền học quần thể ty thể. Đơn vị của các con số là thiên niên kỷ trước hiện tại (độ chính xác còn tranh cãi)

"Thời đại đồ đá cũ" bắt đầu từ thời điểm con người sử dụng các công cụ bằng đá đầu tiên. Đây là giai đoạn đầu tiên của thời đại đồ đá.
Giai đoạn đầu của thời đại này được gọi là thời đại đồ đá cũ sớm, khi Homo sapiens chưa xuất hiện. Giai đoạn này bắt đầu khi Homo habilis (và các loài liên quan) sử dụng những công cụ bằng đá đầu tiên vào khoảng 2,5 triệu năm trước. Bằng chứng cho việc con người đã kiểm soát được lửa từ đầu thời đồ đá cũ không chắc chắn và được ít sự ủng hộ của giới học giả. Giải thuyết được công nhận rộng rãi nhất là H. erectus hoặc H. ergaster đã tạo ra lửa từ 790.000 đến 690.000 năm BP tại một di chỉ ở cầu Bnot Ya'akov, Israel. Khả năng sử dụng lửa cho phép con người nấu chín thực phẩm, sưởi ấm và thắp sáng vào ban đêm.
Những người tinh khôn đầu tiên xuất hiện khoảng 200.000 năm trước, đánh dấu sự khởi đầu của thời đại đồ đá cũ giữa. Các thay đổi về giải phẫu cho thấy con người cũng đã hình thành khả năng sử dụng ngôn ngữ vào giai đoạn này. Những bằng chứng dứt khoát đầu tiên về việc sử dụng lửa của con người có niên đại ở thời đồ đá cũ giữa. Các mảnh xương và gỗ bị cháy sém có niên đại 61.000 năm BP đã được tìm thấy ở một số di chỉ ở Zambia. Những điểm nổi bật của thời đồ đá cũ giữa bao gồm việc chôn cất người chết có tổ chức, sự ra đời của âm nhạc và nghệ thuật sơ khai, cũng như việc sử dụng các công cụ ngày càng tinh vi.
Trong suốt thời đồ đá cũ, con người chủ yếu sống du mục dựa trên nền kinh tế săn bắt-hái lượm. Các xã hội săn bắt-hái lượm thường có quy mô rất nhỏ và theo chủ nghĩa quân bình, tuy nhiên, đôi khi một số xã hội săn bắt-hái lượm sở hữu nguồn tài nguyên dồi dào hoặc kỹ thuật tích trữ lương thực tiên tiến sẽ định cư ở một chỗ và hình thành những cấu trúc xã hội phức tạp như tù trưởng bộ lạc và phân tầng xã hội.

### Đồ đá giữa

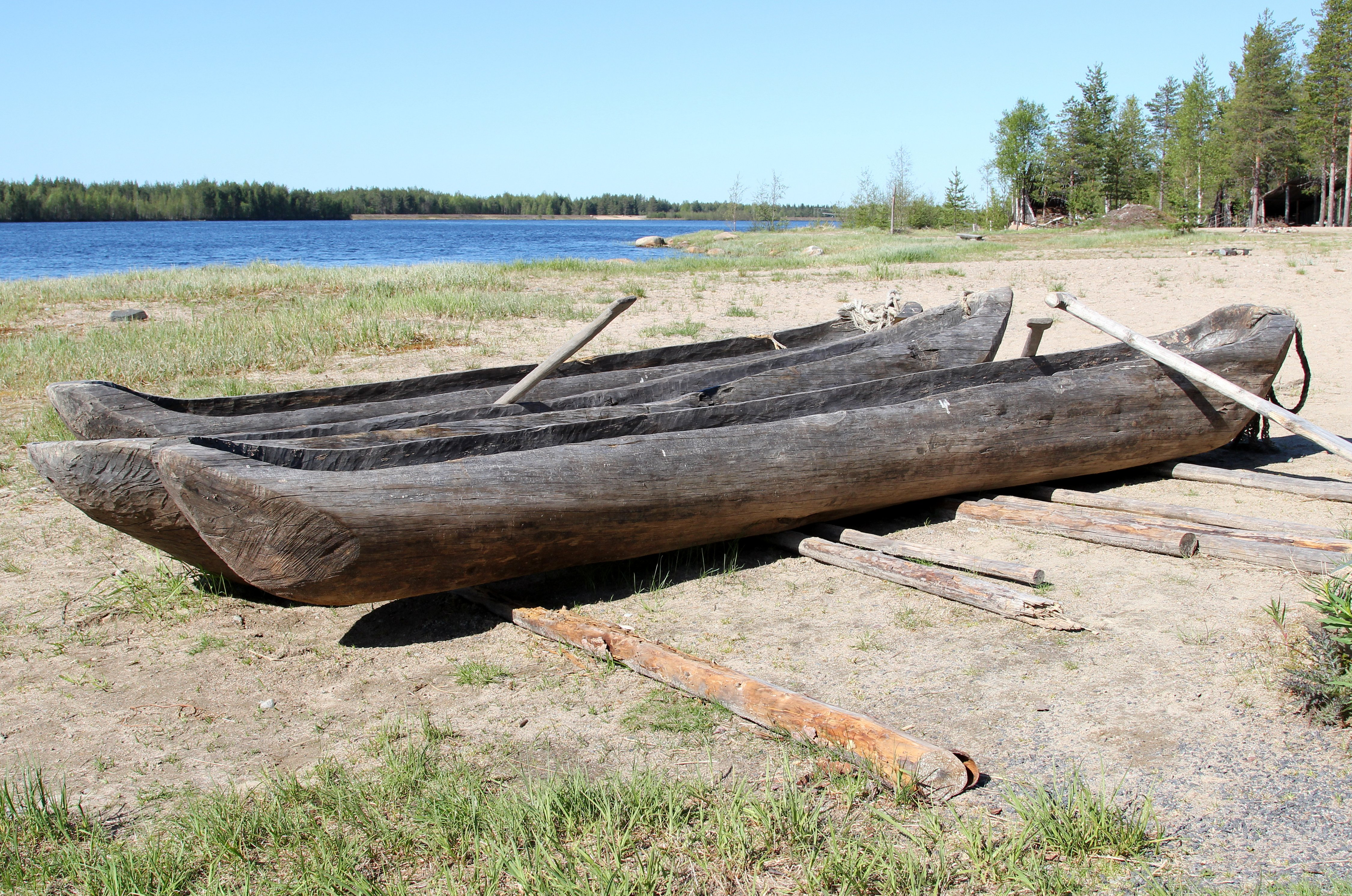
Thuyền độc mộc

"Thời đại đồ đá giữa" là giai đoạn phát triển công nghệ của con người giữa thời đại đồ đá cũ và thời đại đồ đá mới của thời đại đồ đá.
Thời đồ đá giữa bắt đầu vào cuối thế địa chất Cánh Tân (khoảng 10.000 năm BP) và kết thúc khi nông nghiệp xuất hiện (nhiều thời điểm khác nhau tùy từng khu vực địa lý). Ở một số khu vực chẳng hạn như Cận Đông, đến cuối thế Cánh Tân, nông nghiệp đã xuất hiện từ lâu và vì thế thời đồ đã giữa chỉ kéo dài trong thời gian ngắn và không rõ rệt.
Ở những khu vực chịu nhiều ảnh hưởng hơn của kỷ băng hà cuối cùng, thời đồ đá giữa rõ rệt hơn rất nhiều và kéo dài hàng thiên niên kỷ. Ở Bắc Âu, các xã hội loài người sống sung túc dựa trên nguồn thực phẩm dồi dào đến từ các vùng đầm lầy cỏ nhờ khí hậu ấm áp hơn. Các điều kiện như vậy đã tạo ra những hành vi đặc trưng được thể hiện qua các hiện vật, chẳng hạn như các nền văn hóa Maglemosia và Azilia. Các điều kiện này cũng đã trì hoãn thời đồ đá mới cho đến năm 4.000 BCE (6.000 năm BP) ở Bắc Âu.
Rất ít hài cốt của con người ở thời đại này đã được tìm thấy. Các phát hiện ở một số khu vực có rừng cho thấy hoạt động phá rừng đã bắt đầu xuất hiện ở thời kỳ này. Tuy nhiên, hoạt động này chỉ bắt đầu diễn ra một cách đáng kể từ thời đồ đá mới khi con người cần nhiều diện tích đất canh tác hơn.
Ở hầu hết các khu vực trên thế giới, thời đồ đá giữa có đặc trưng là những công cụ làm bằng đá lửa. Các vật dụng bằng gỗ như thuyền độc mộc và cung tên cũng đã được phát hiện ở một số di chỉ. Những công nghệ này xuất hiện đầu tiên ở châu Phi, cụ thể là các nền văn hóa Azilia, và sau đó được truyền bá sang châu Âu thông qua nền văn hóa Ibero-Maurusia ở Bắc Phi và nền văn hóa Kebaran ở Levant. Tuy nhiên, không loại trừ khả năng các nền văn hóa ở châu Âu đã phát minh ra những công nghệ này một cách riêng rẽ.

### Đồ đá mới

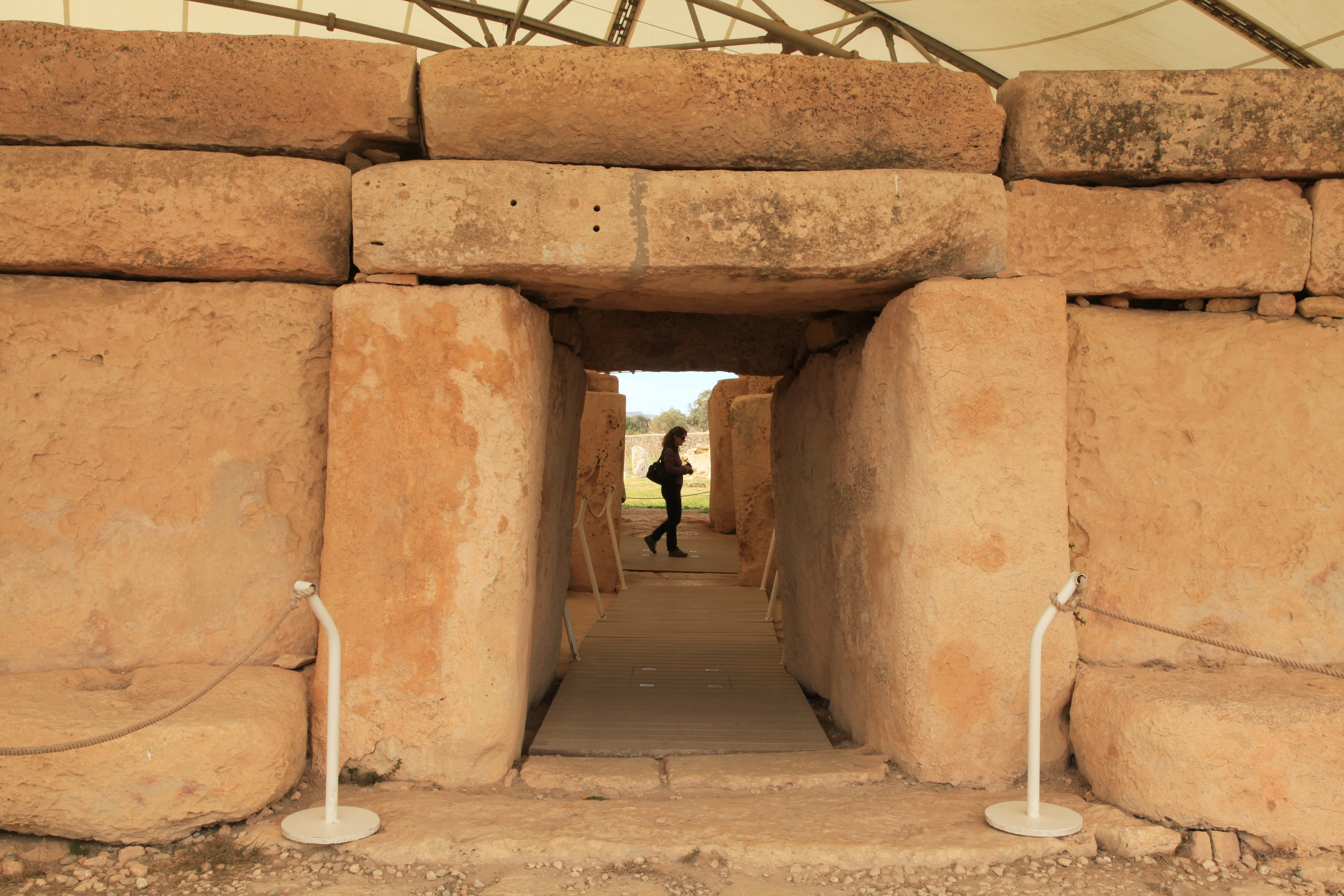
Lối vào khu phức hợp đền Ġgantija ở Hagar Qim, Malta

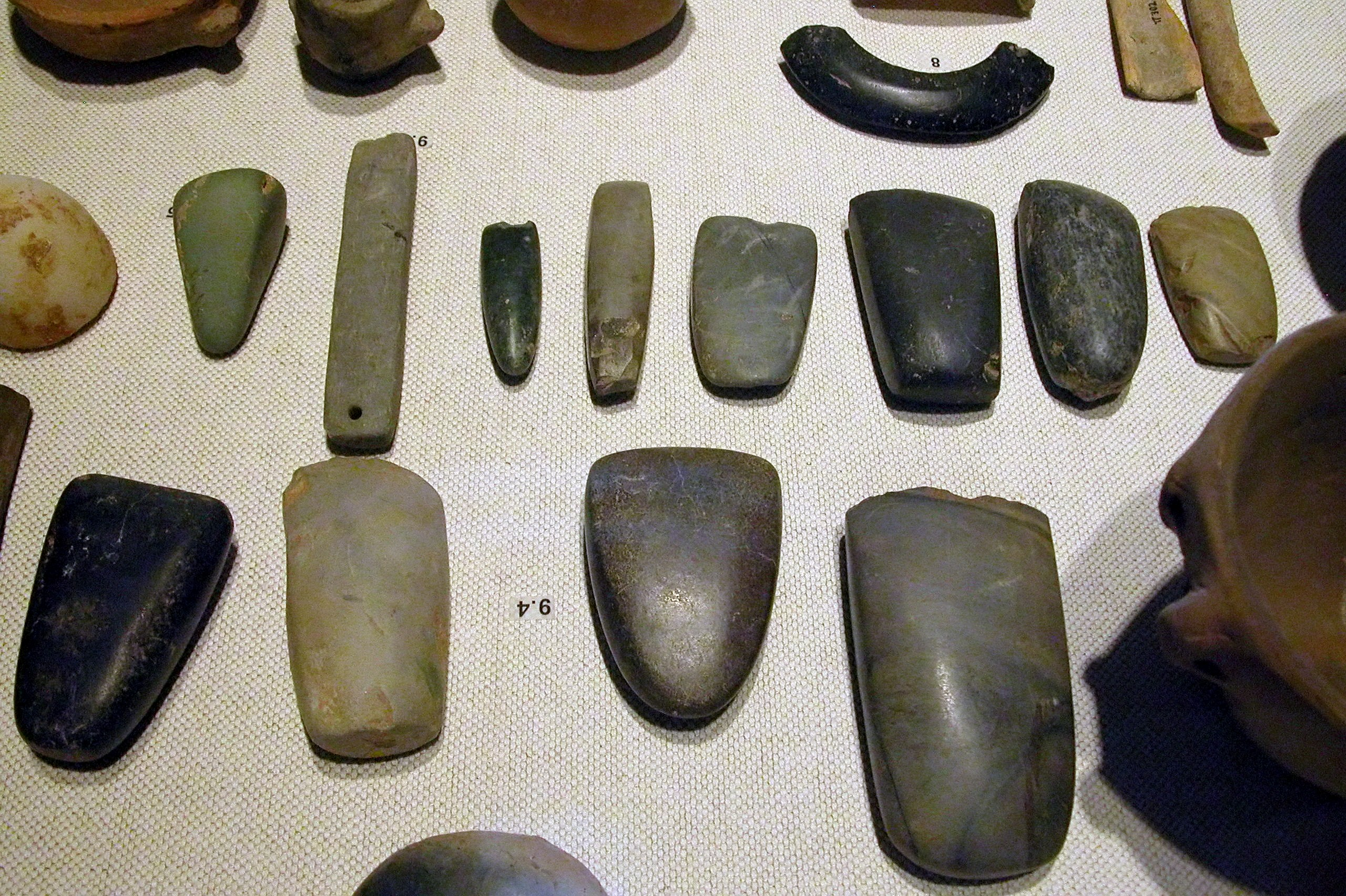
Một loạt các hiện vật thời đồ đá mới, bao gồm vòng tay, đầu rìu, đục và dụng cụ đánh bóng. Hiện vật bằng đá thời đồ đá mới được đánh bóng và không bị sứt mẻ.

Trong số các loài Homo của thời đồ đá cũ, chỉ có Homo sapiens sapiens tồn tại đến thời đồ đá mới. (Homo floresiensis có thể đã tồn tại cho đến đúng thời điểm thời đồ đá mới bắt đầu, khoảng 12.200 năm trước.) Đây là một giai đoạn mà con người trải qua những phát triển về công nghệ và xã hội sơ khai. Thời đại này bắt đầu từ khoảng năm 10.200 BCE ở một số khu vực Trung Đông, và muộn hơn ở các phần còn lại của thế giới và kết thúc vào khoảng từ năm 4.500 đến năm 2.000 BCE.
Thời đồ đá mới đã chứng kiến những bước tiến của con người như làng xã thời kỳ đầu, canh tác nông nghiệp, thuần hóa động vật, sử dụng công cụ và những cuộc chiến tranh đầu tiên. Ở đầu thời đại này, con người canh tác một số ít các loài thực vật bao gồm kê, Triticum monococcum và Triticum spelta, cũng như nuôi chó, cừu và dê. Đến khoảng năm 6.900–6.400 BCE, con người đã thuần hóa được bò và lợn, thiết lập những khu định cư lâu dài hoặc theo mùa, cũng như bắt đầu sử dụng đồ gốm. Thời đại này bắt đầu khi nông nghiệp ra đời (dẫn đến cuộc "cách mạng đồ đá mới") và kết thúc khi công cụ kim loại trở nên phổ biến rộng rãi (vào thời đồ đồng đá, đồ đồng hoặc đồ sắt tùy từng theo khu vực địa lý). Khái niệm đồ đá mới thường chỉ được sử dụng đối với Cựu Thế giới bởi ở thời điểm này, các nền văn hóa ở châu Mỹ và châu Đại Dương vẫn chưa phát minh ra công nghệ luyện kim.

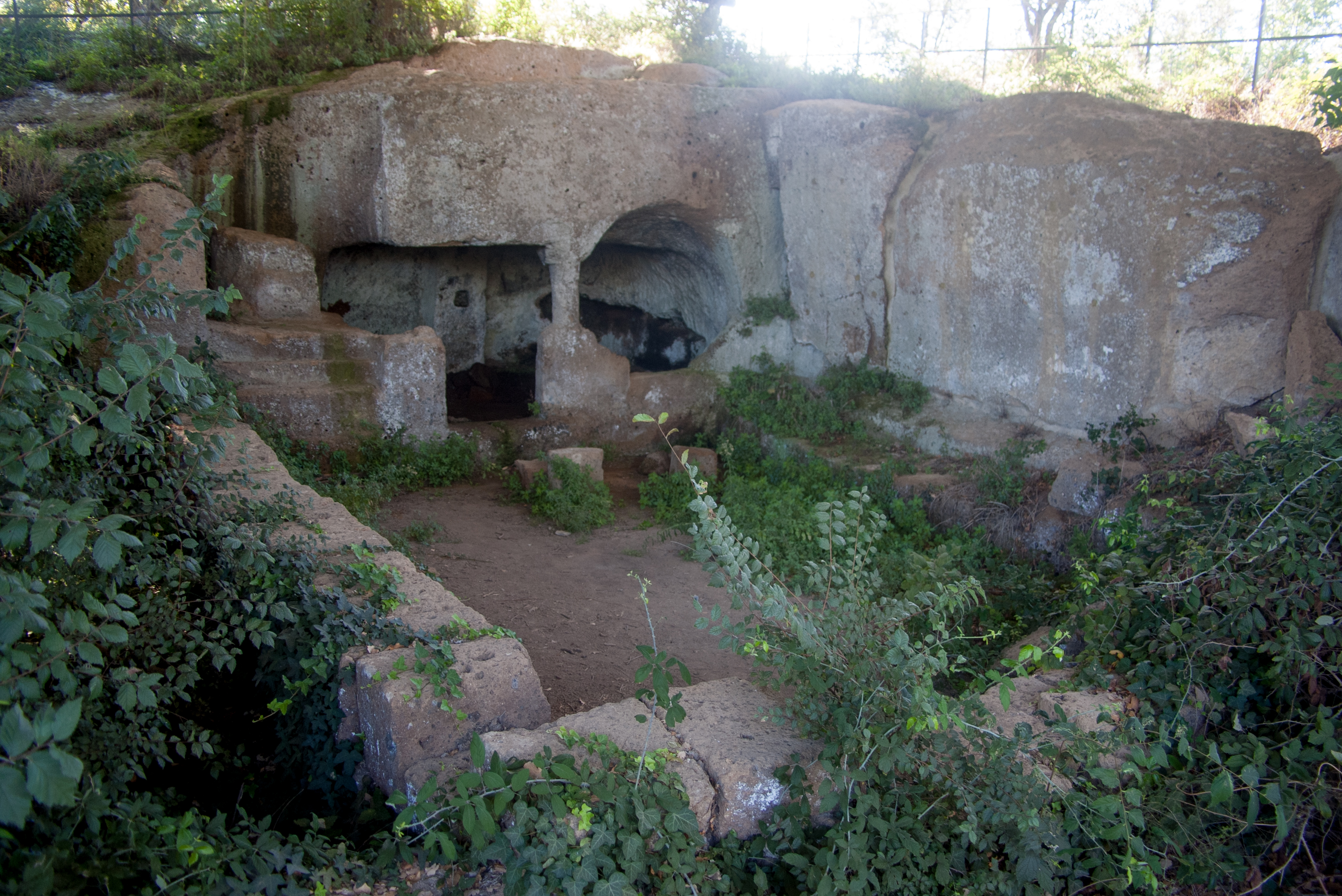
Một công trình có niên đại 3.500 BCE tại Luni sul Mignone ở Blera, Ý

Con người sinh sống ở các khu vực định cư một cách lâu dài hơn trong những ngôi nhà một phòng hình tròn được xây từ gạch bùn. Các khu định cư có thể đã được bao quanh bởi một bức tường đá để nuôi nhốt động vật và bảo vệ dân cư khỏi các bộ lạc khác. Ở các khu định cư ở giai đoạn sau có những ngôi nhà xây bằng gạch bùn hình chữ nhật chứa một hoặc nhiều phòng. Các phát hiện về việc chôn cất người chết cho thấy sự hình thành tín ngưỡng thờ cúng tổ tiên, chẳng hạn như bảo quản hộp sọ của người đã khuất. Nền văn hóa Vinča có thể đã phát minh ra hệ thống chữ viết đầu tiên. Các khu phực hợp đền cự thạch Ġgantija có những công trình khổng lồ đáng chú ý. Ở Ấu-Á, các xã hội thời đồ đá mới nhìn chung còn đơn giản và theo chủ nghĩa quân bình, và mặc dù đã có một số xã hội hình thành nên hệ thống phân tầng phức tạp như tù trưởng bộ lạc, các nhà nước chỉ thật sự xuất hiện khi con người phát minh ra luyện kim. Nhiều khả năng hầu hết quần áo được làm từ da động vật, dựa trên số lượng lớn các đinh ghim bằng xương và sừng hươu rất phù hợp cho việc giữ chặt da động vật đã được tìm thấy. Trang phục bằng len và vải lanh có khả năng xuất hiện từ cuối thời đồ đá mới, dựa trên những hòn đá được đục lỗ mà có thể đã từng là một bộ phận của khung cửi.

### Đồ đồng đá
Trong ngành khảo cổ học ở cựu thế giới, "thời đại đồ đồng đá" là giai đoạn chuyển tiếp khi con người bắt đầu luyện đồng song song với việc vẫn sử dụng phổ biến các công cụ bằng đá; nói cách khác thời đại này vẫn chủ yếu mang tính chất của thời đồ đá mới.

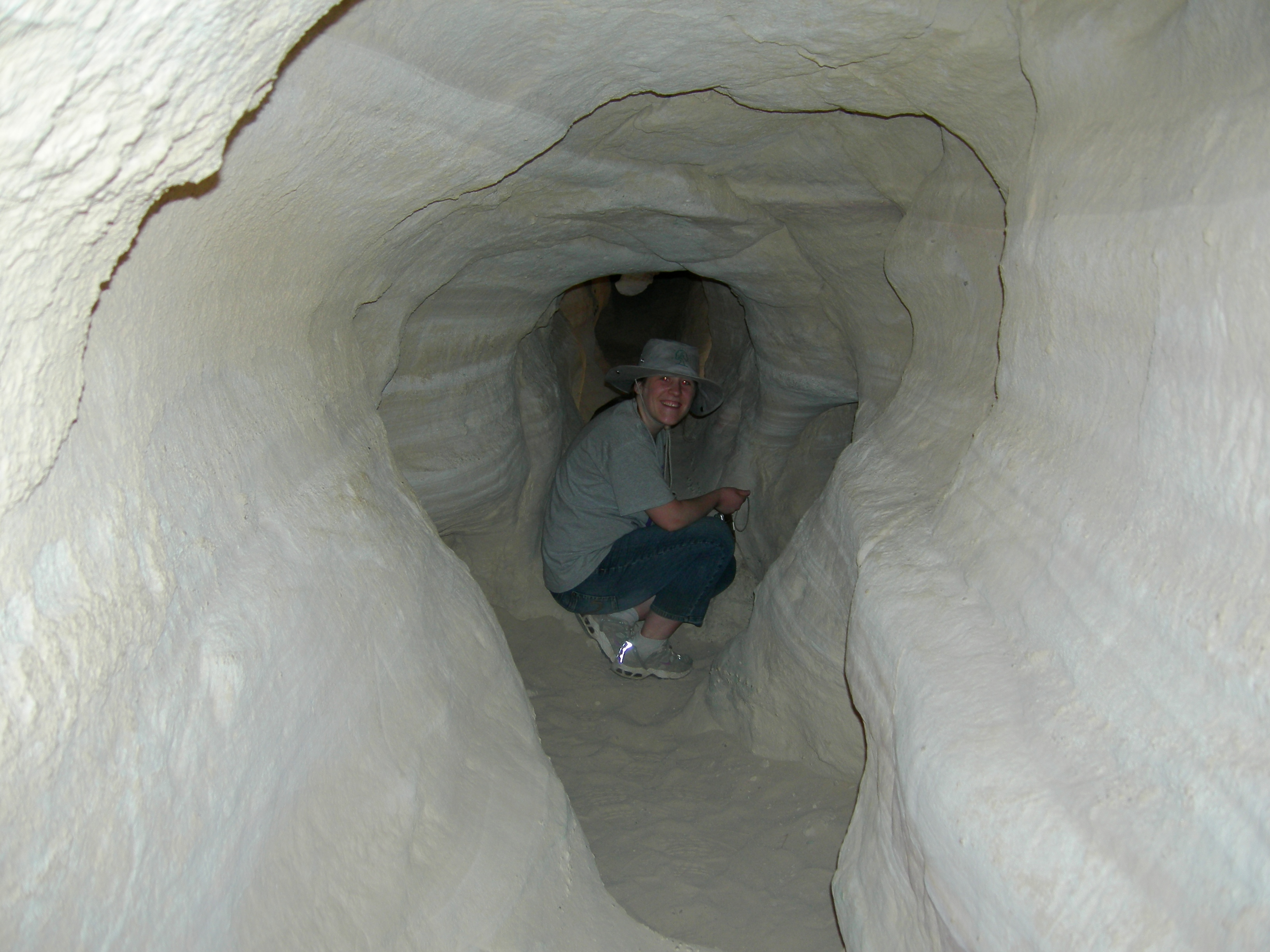
Mỏ đồng thời đồ đồng đá ở thung lũng Timna, hoang mạc Negev, Israel

Bằng chứng cổ xưa nhất về việc chế tác đồng ở nhiệt độ cao có niên đại 7.500 năm trước và được tìm thấy ở một di chỉ khảo cổ ở Serbia vào tháng 6 năm 2010. Phát hiện này đã đẩy mốc thời gian con người bắt đầu luyện đồng lùi lại 800 năm, đồng thời cho thấy việc luyện đồng có khả năng đã được phát minh một cách riêng rẽ ở các khu vực khác nhau của châu Á và châu Âu thay vì được truyền bá từ một nguồn duy nhất. Luyện kim có thể đã ra đời đầu tiên ở khu vực Lưỡi liềm Màu mỡ và đánh dấu sự khởi đầu thời đồ đồng vào thiên niên kỷ 4 TCN (theo quan điểm truyền thống). Tuy nhiên, các phát hiện về nền văn hóa Vinča ở châu Âu đã được xác định chắc chắn là có niên đại sớm hơn một chút so với các phát hiện ở Lưỡi liềm Màu mỡ. Bằng chứng về việc khai thác đồng có niên đại từ 7.000 đến 9.000 năm trước đã được tìm thấy ở thung lũng Timna. Ở Bắc Phi và thung lũng sông Nin, công nghệ đồ sắt được du nhập từ Cận Đông và vì thế khung thời gian của thời đồ đồng và thời đồ sắt ở đây tương đồng với Cận Đông. Tuy nhiên, ở phần lớn các khu vực của châu Phi, thời đồ sắt và thời đồ đồng đã diễn ra song song với nhau.

## Niên biểu
Tất cả các tuổi đều là tương đối được đưa ra từ các nghiên cứu trong các lĩnh vực nhân chủng học, khảo cổ học, di truyền học, địa chất học, hoặc ngôn ngữ học. Tất cả chúng đều phải xem xét cải tiến nếu có phát hiện mới hoặc tính toán mới. BP viết tắt của thời gian tính theo mốc trước hiện tại (1950).
Thời đại đồ đá cũ sớm
- c. 2,5 triệu BP - Bằng chứng xuất hiện các công cụ của con người ban đầu
- c. 2,4 triệu BP - Chi Homo xuất hiện là động vật ăn xác thối
- c. 600.000 BP - Săn bắt-hái lượm
- c. 400.000 BP - Kiểm soát lửa bởi người tiền sử

Thời đại đồ đá cũ giữa
- c. 200.000 BP - Homo sapiens hiện đại xuất hiện ở châu Phi, bao gồm các đặc điểm tiến hóa mất đi nhiều lông so với các loài linh trưởng khác
- c. 300.000 BP đến 30.000 BP. Văn hóa Mousterian (Neanderthal) ở châu Âu.[28]
- c. 75.000 BP - Núi lửa Toba phun mạnh mẽ.[29]
- c. 70.000 - 50.000 BP - Homo sapiens di chuyển từ châu Phi sang châu Á.[30] Trong thiên niên kỷ tiếp theo, hậu duệ của các nhóm người này di chuyển đến nam Ấn Độ, các đảo Malay, Úc, Nhật Bản, Trung Quốc, Siberia, Alaska, và các bờ biển tây bắc Bắc Mỹ.[30]
- c. 50.000? BP - hành vi hiện đại, gồm ngôn ngữ và sự nhận thức tinh vi
- c. 42.000 - 650.000? BP - phát minh ra quần áo

Thời đại đồ đá cũ muộn
- c. 32.000 BP - Văn hóa Aurignacian bắt đầu ở châu Âu.
- c. 30.000 BP (28.000 TCN) - Một đàn tuần lộc bị giết mổ và xẻ thịt bởi con người trong thung lũng Vezere, ngày nay là Pháp.[31]
- c. 30.500 BP - New Guinea bắt đầu có người sinh sống đến từ châu Á và Úc.[32]
- c. 28.000 BP - 20.000 BP - Thời kỳ Gravettian ở châu Âu. Lao móc, kim tiêm và cưa được phát minh.
- c. 26.000 BP (24.000 TCN) - Phụ nữ khắp thế giới dùng sợi để làm địu trẻ, áo quần, túi, lưới.
- c. 25.000 BP (23.000 TCN) - Làng gồm các túp liều bằng đá và xương khổng lồ được thành lập ở nơi mà ngày nay là Dolni Vestonice ở Moravia thuộc Cộng hòa Séc. Đây là nơi định cư lâu dài lâu đời nhất được các nhà khảo cổ phát hiện.[33]
- c. 20.000 BP - Văn hóa Chatelperronian ở Pháp.[34]
- c. 16.000 BP (14.000 TCN) - Wisent khắc trong sét bên trong hang động tên là Le Tuc d'Audoubert ở French Pyrenees gần nơi hiện là ranh giới với Tây Ban Nha.[35]
- c. 14.800 BP (12.800 TCN) - Thời kỳ ẩm ướt bắt đầu ở Bắc Phi. Khu vực có thể sau này là Sahara ẩm ướt và màu mỡ, và các tầng chứa nước đầy ắp.[36]

Thời đại đồ đá giữa
Có khung thời gian khác nhau ở nhiều nơi thuộc Á-Âu.
- c. 12.000 đến 7000 BP (10.000 đến 5000 TCN) - Giai đoạn sau Holocene nhưng trước các dụng cụ thời kỳ nông nghiệp ở Tây Bắc châu Âu/
- c. 22.000 đến 11.500 BP (20.000 đến 9500 TCN) - các dụng cụ ở Levant.
- c. 16.000 đến 2.400 BP (14.000 đến 400 TCN) - thời kỳ Jōmon ở Nhật Bản.

Thời đại đồ đá mới
- c. 10.000 - 9.000 BP - Ở bắc Mesopotamia, hiện là miền bắc Iraq, bắt đầu trồng lúa mạch và lúa mì. Đầu tiên họ dùng để làm bia, cháo và canh, thậm chí làm bánh mì.[37] Thời kỳ nông nghiệp đầu tiên lúc này, dụng cụ cấy được sử dụng nhưng nó được thay thế bằng cày nguyên thủy trong nhiều thế kỷ tiếp theo.[38] Trong khoảng thời gian này, các tháp bằng đá tròn hiện cao khoảng 8,5 mm và có đường kính 8,5 m được xây dựng ở Jericho.[39]

Thời đại đồ đồng đá
- c. 5700 BP - chữ viết Cuneiform xuất hiện ở Sumer, và các dữ liệu bắt đầu được lưu lại. Theo đa số các chuyên gia, chữ viết Mesopotamian đầu tiên là một công cụ có gắn kết ít với ngôn ngữ nói.[40]
- c. 5000 BP - Stonehenge bắt đầu được xây dựng. Phiên bản đầu tiên của nó gồm một rãnh tròn và các vách với 56 cột gỗ.[41]

## Các liên kết ngoài
- Submerged Landscapes Archaeological Network Lưu trữ ngày 8 tháng 5 năm 2007 tại Wayback Machine
- The Neanderthal site at Veldwezelt-Hezerwater, Belgium.
- North Pacific Prehistory is an academic journal specialising in Northeast Asian and North American archaeology.